# Лейк, Кэри
Кэри Энн Лейк (англ. Kery Ann Lake) (род. 23 августа 1969, Иллинойс) — американский политик и бывшая журналистка теленовостей. Проработав 22 года на телеканале Phoenix KSAZ-TV, ушла с должности ведущей в марте 2021 года.
Лейк — кандидат от республиканцев на выборах губернатора Аризоны в 2022 году. Во время кампании делала ложные заявления о президентских выборах 2020 года, в соответствии с которыми Трамп был лишь вторым республиканцем, проигравшим в Аризоне с 1948 года. Она призвала посадить в тюрьму госсекретаря Аризоны Кэти Хоббс по обвинениям в преступлении, связанным с выборами 2020 года. Лейк одобрена бывшим президентом Дональдом Трампом, конгрессменом от Аризоны Полом Госаром, бывшим советником Трампа по национальной безопасности Майклом Флинном и генеральным директором MyPillow Майком Линделлом.

## Детство и образование
Лейк родилась в семье Ларри А., тренера по футболу и баскетболу из Ричленд-центра, штата Висконсин, и Шейлы А. Лейк (урожденной Макгуайр), медсестры из Эпплтона, штата Висконсин.
Лейк выросла в Айове с восемью братьями и сестрами. Она получила степень бакалавра искусств в области коммуникаций и журналистики в Университете Айовы.

## Карьера
В мае 1991 года Лейк работала стажером на KWQC-TV в Давенпорте, штата Айова, во время учёбы в Университете Айовы. Она стала помощником продюсера, затем присоединилась к WHBF-TV в Рок-Айленде, штата Иллинойс, где в 1992 году работала ежедневным репортером и метеорологом по выходным. В августе 1994 года Лейк нанята KPNX в Фениксе, штата Аризона, в качестве ведущего прогноза погоды по выходным. Позже она стала вечерней ведущей на KPNX. Затем переехала на в Олбани, штата Нью-Йорк, летом 1998 года, для работы в WNYT, где заменила Криса Капостаси, который перешел на MSNBC и сменил имя на Крис Дженсинг. Лейк вернулась в Аризону в 1999 году и стала вечерней ведущей КСАЗ-ТВ (Fox 10 Phoenix), где работала до ухода в отставку в 2021 году. В этом же году баллотировалась на пост губернатора Аризоны.
Находясь на KSAZ-TV, Лейк взяла интервью у президента Барака Обамы в 2016 году и у президента Дональда Трампа в 2020 году. После ухода из KSAZ в 2021 году снялась в видео для PragerU, республиканского канала на YouTube.
В видео, в котором говорится о её уходе с телевидения и объявлении о выдвижении своей кандидатуры на пост губернатора, Лейк сказала, что заслужила доверие жителей Аризоны, сообщив «настоящую историю», добавив, что она чувствовала, когда читала выпуск новостей: «Я не верила, что это правда или только часть истории, и начала понимать, что вношу свой вклад в страх и раскол в этой стране, продолжая заниматься этой профессией».

### Губернаторская гонка 2022

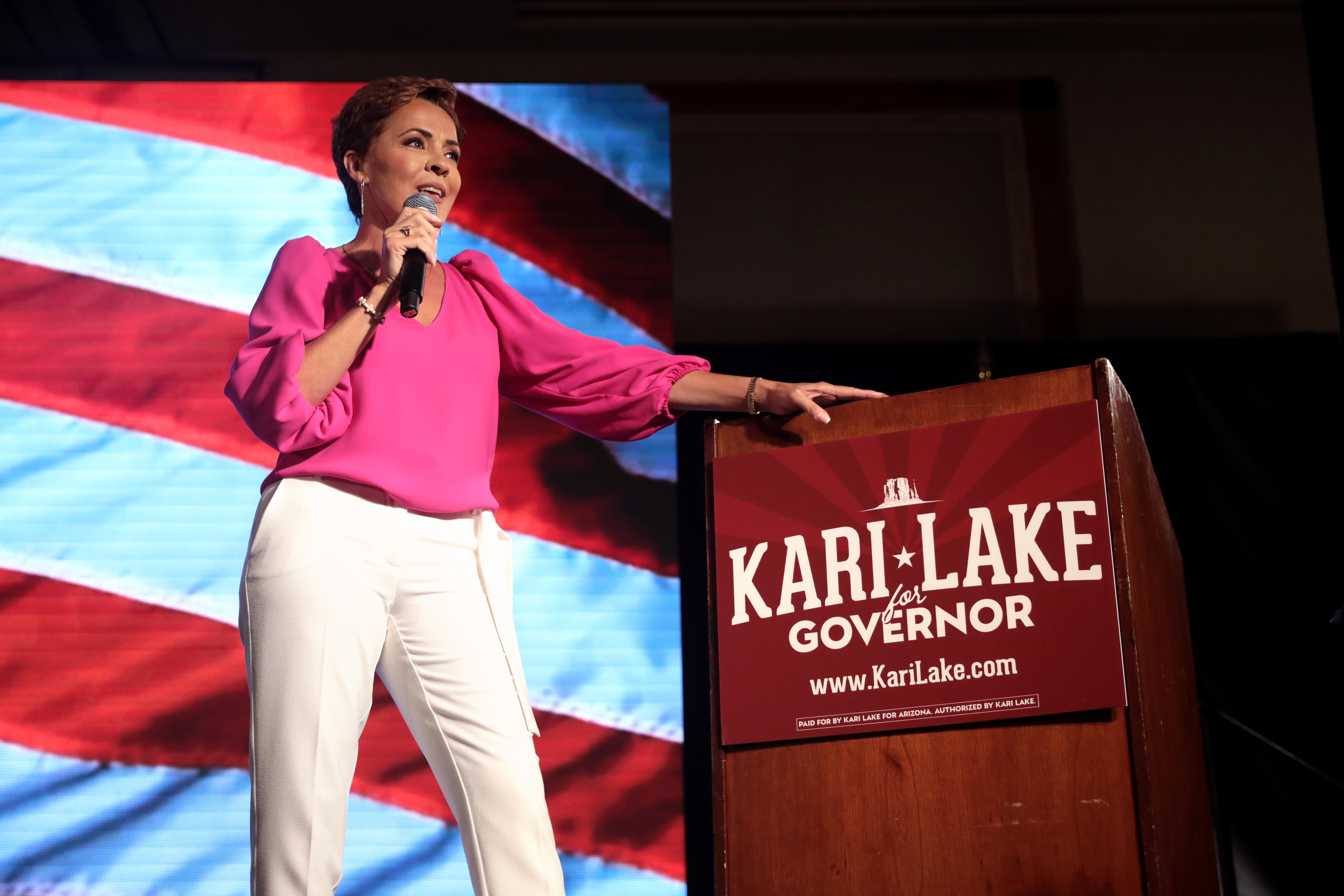
Лейк на предвыборном мероприятии в Скоттсдейле, штат Аризона, 5 июля 2021 г.

Лейк подала документы 1 июня 2021 года, чтобы баллотироваться на пост губернатора Аризоны на выборах 2022 года. К концу года Лейк собрала 1,4 миллиона долларов из 12 000 источников. Ранее в том же году она приобрела аккаунт на Gab, социальной сети, известной тем, что её используют правые экстремисты. Во время предвыборной кампании она поддерживала Трампа. Ложно утверждала, что Трамп победил в Аризоне на выборах 2020 года.Трамп впоследствии поддержал её, заявив, что «Лейк будет бороться за восстановление честности выборов (как прошлых, так и будущих!)». Она посещала мероприятия, возглавляемые основателем My Pillow Майком Линделлом, известным пропагандистом ложных заявлений о фальсификациях на выборах 2020 года. Во время своей губернаторской кампании 2021 года заявила, что не стала бы подтверждать результаты выборов 2020 года, если бы в то время была губернатором. Конгрессмен от Аризоны Пол Госар и бывший советник по национальной безопасности Майкл Флинн также поддержали кандидатуру Лейк на посту губернатора.
В августе 2021 года Лейк возглавила митинги против ношения масок, призвав студентов Аризонского государственного университета нарушать политику университета в отношении требований ношения масок. Лейк сказала, что, если она станет губернатором, то не потерпит дискриминационных, нарушающих права человека требований в отношении масок и вакцин в связи с болезнью COVID-19. В ноябре 2021 года Phoenix New Times сообщила, что Лейк рассказала частной аудитории пенсионеров-республиканцев, что принимает гидроксихлорохин для предотвращения заражения COVID-19 . Лейк заявила, что в качестве губернатора будет работать над тем, чтобы лекарство и ивермектин производились в штате, чтобы «облегчить нам получение этих жизненно важных лекарств».

#### Политические позиции

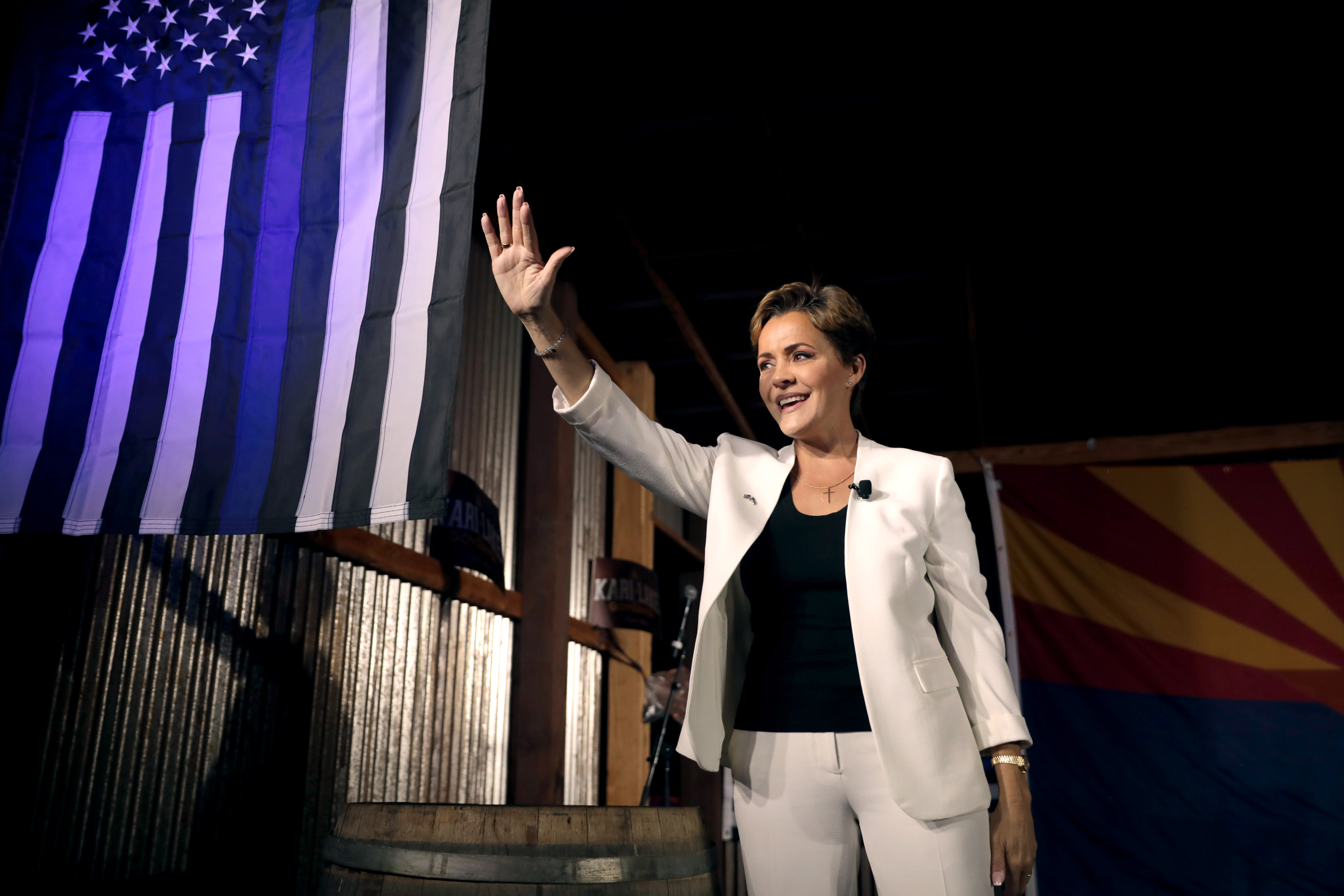
Лейк на предвыборном мероприятии 2 октября 2021 г. с флагом Тонкой синей линии.

Лейк была членом Республиканской партии до 3 ноября 2006 года, пока не стала независимой кандидаткой. Она зарегистрировалась как демократ 4 января 2008 года, на следующий день после победы Обамы на президентских кокусах демократов в Айове. Лейк снова стала республиканцем 31 января 2012 года. Она объяснила свой уход из Республиканской партии в 2006 году реакцией на продолжавшиеся тогда войны в Ираке и Афганистане. Она поддерживала Джона Керри в 2004 году и Барака Обаму в 2008 году. После начала своей кампании на пост губернатора в 2021 году Лейк в качестве прецедентов сослалась на Трампа, Рональда Рейгана и председателя Республиканской партии Аризоны Келли Уорд, бывших демократов. Лейк считает себя консервативной республиканкой, и в 2021 году приняла участие в Консервативной конференции политических действий (CPAC), ежегодном собрании консерваторов, в основном республиканцев. До баллотирования на пост она сделала несколько пожертвований кандидатам в президенты от Демократической партии и подтвердила, что голосовала за тогдашнего кандидата Обаму в 2008 году. В 2018 году она выступила против движения Red for Ed, которое стремилось увеличить финансирование образования посредством забастовок и протестов, заявив, что это движение было «большим толчком к легализации марихуаны». Описывая свою позицию в отношении абортов, Лейк заявила, что она «за жизнь» или против абортов. В статье для Independent Journal Review Лейк написала, что в качестве губернатора будет депортировать нелегальных иммигрантов, въезжающих в Аризону без одобрения федерального правительства, и достроит участки пограничной стены Трампа. Она заняла позицию против некоторых прав ЛГБТ; выступает против законодательства о создании недискриминационной защиты для людей на основе сексуальной ориентации и гендерной идентичности, а также против допуска в женские туалеты трансгендеров.

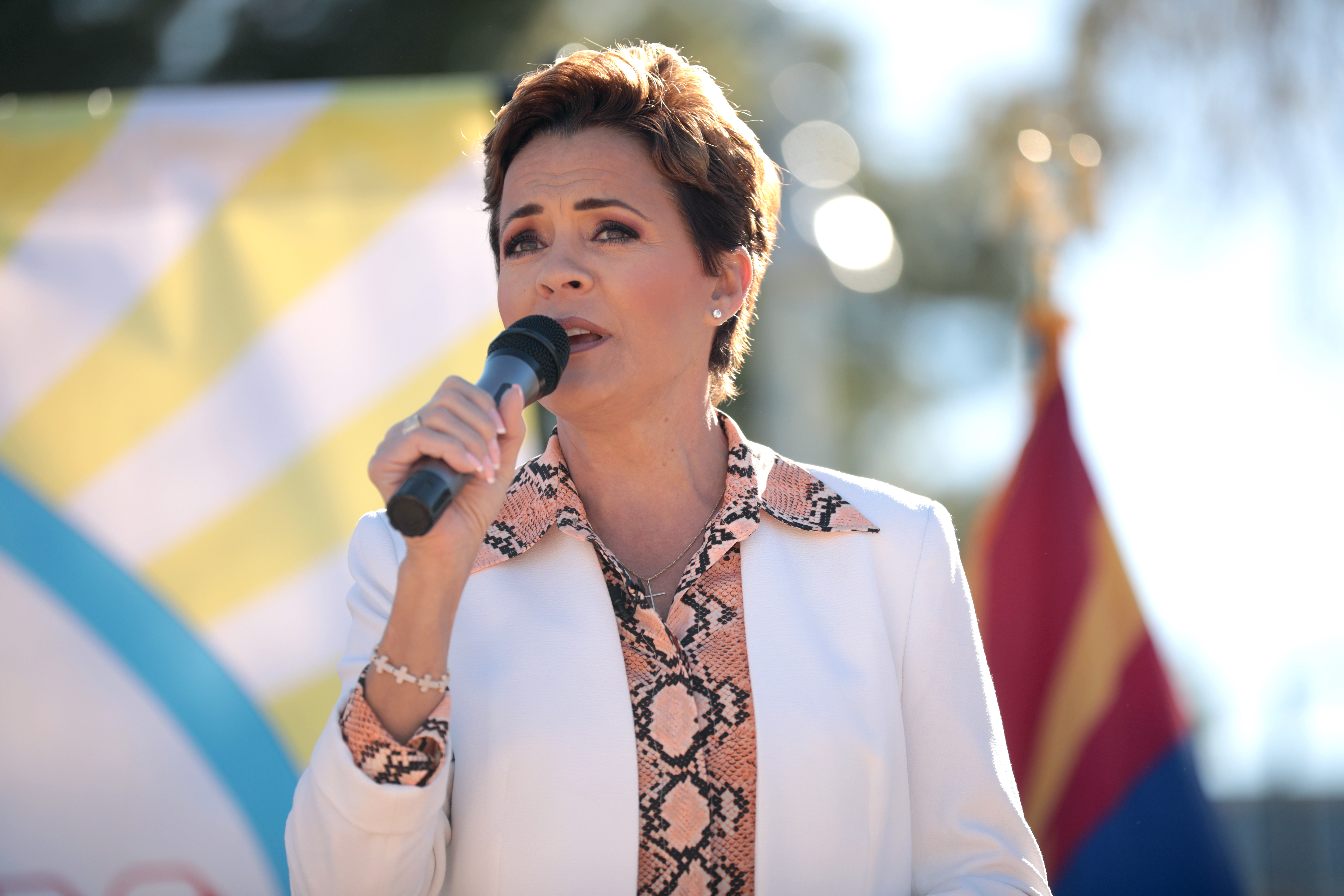
Лейк в январе 2022 г.

Лейк сделала несколько ложных утверждений о том, что победа на президентских выборах 2020 года была украдена у Трампа. Она ложно утверждала, что президент Джо Байден не получил 81 миллион голосов. После того, как проверка президентских выборов в округе Марикопа в 2021 году не выявила доказательств фальсификации выборов, Лейк потребовала отменить сертификацию выборов, что невозможно с юридической точки зрения. Она поддержала ложное утверждение пресс-секретаря Трампа Лиз Харрингтон о том, что демократы используют бюллетени для голосования по почте с целью фальсификации выборов. Лейк опубликовала в Твиттере цитаты Сидни Пауэлла из «Лу Доббс сегодня вечером», ложно утверждающие, что имел место заговор с целью мошенничества на выборах. Она выступала за заключение в тюрьму госсекретаря Аризоны Кэти Хоббс по безосновательным и неуточненным обвинениям в преступлении, связанным с выборами 2020 года; Хоббс является заявленным кандидатом на пост губернатора Аризоны в 2022 году. Лейк также призвала к тюремному заключению неуказанных журналистов за якобы сообщение неустановленной лжи о выборах 2020 года и других вопросах.

### Президентские выборы 2024
К концу 2022 года стала рассматриваться столичными СМИ как вероятная напарница для Трампа на президентских выборах 2024 года.

## Личная жизнь
Лейк замужем за Джеффом Гальперином с августа 1998 года. У них двое детей. Ранее она была замужем за Трейси Финнеганом, инженером-электриком.
Лейк много лет дружила с трансвеститом Барброй Севиль, также известной как Рик Стивенс. Когда в 2022 году Лейк публично раскритиковала трансвеститов, назвав их опасными для детей, Стивенс опубликовал фотографии и скриншоты, документирующие дружбу. На одной из них Лейк обнимала Стивенса, одетого в женский наряд, на другой Стивенс, выступал в доме Лейк для её детей по приглашению самой Лейк. Стивенс назвал её «полной лицемеркой» за публичную враждебность к трансвеститам.